# Villino Florio (Roma)
Il villino Florio è un edificio residenziale sito all'angolo tra via Abruzzi (con ingresso pedonale al civico 2 e carrabile al 4) e via Sardegna, a Roma (Rione XVI Ludovisi).
Fu costruito nel 1902 dall'ingegner Carlo Pincherle, su progetto dell'architetto Ernesto Basile su commissione di Ignazio Florio junior, esponente della nota famiglia di imprenditori siciliani.

## Descrizione
Il villino, di forma parallelepipedale, offre due facciate alla strada (la maggiore su via Abruzzi) e due al giardino, che si apre sul retro. La struttura consta di due piani fuori terra, più seminterrato e attico, ed è sovrastata da una torretta con altana che si innalza in posizione perimediana, lungo via Abruzzi, a piombo con la facciata. La facciata esposta ad est è spezzata da una veranda che si apre sul giardino, sopra la quale si apre un'ampia terrazza in comunicazione con le stanze del primo piano.
Il Basile crea una struttura il cui modello originale è il palazzetto fortificato tre-quattrocentesco di area fiorentina, su cui si innesta un'esuberante decorazione floreale in linea con gli stilemi del Liberty. L'influenza dell'Art Nouveau è particolarmente accentuata nel fregio che corona in alto le facciate, nelle cornici, davanzali, lunette e inferriate delle finestre, così come nel complesso apparato decorativo della porta d'ingresso su via Abruzzi. Il bugnato incornicia l'edificio ai quattro angoli ed è ripetuto sulla facciata principale, a delimitare il prosieguo verticale della torretta fino alla linea di strada.
Gli stipiti dei cancelli di accesso al giardino, sia su via Abruzzi che su via Sardegna (quattro per lato), sono un'ulteriore preziosa testimonianza di arte lapidea in stile Liberty.